# Societat Catalana de Concerts
La Societat Catalana de Concerts va ser fundada el 1891 com a resposta a la demanda d'una societat avesada als nous corrents musicals provinents d'Europa, que s'allunyaven de la tradició del teatre líric italià i francès. Va ser aquesta la primera institució de caràcter estable destinada a la instrucció dels músics catalans i la representació de peces simfòniques dels grans compositors europeus, especialment Richard Wagner i Beethoven.

## Origen i inicis
La Barcelona de finals de segle xix no gaudia d'un panorama musical complex. Comparat amb l'ambient artístic a nivell plàstic o literari, l'esfera musical es trobava molt endarrerida. L'única institució de caràcter permanent era el Gran Teatre del Liceu, centrat en la tradició francesa i italiana. L'interès del públic per les noves tendències musicals simfòniques tampoc era especialment notable, fet que va patir però un gir notable amb l'Exposició Universal de 1888. La presentació de les tendències musicals europees, així com un creixent esperit nacionalista que demanava la creació d'una institució estable que dugués a terme una renovació de l'ambient musical català va propiciar la creació de diverses societats destinades a la música simfònica, totes elles de caràcter temporal i inestable, però que van culminar en la fundació de la Societat Catalana de Concerts.
Segons Xosé Aviñoa, l'esdeveniment que va propiciar definitivament l'interès de la societat catalana per la creació de la Societat va ser la visita a la capital catalana de la Sociedad de Conciertos de Madrid, propiciada per la visita a l'any anterior de la Sociedad de Cuartetos de Madrid (1890). Aquesta visita va fer que la premsa i el públic demostressin un gran interès pel fenomen musical. Acostumats a les peces italianes, de caràcter brillant, alhora que tradicionals i d'èxit assegurat, el públic va poder gaudir d'obres amb un caire innovador i agosarat, com són les obres dels compositors ja citats, a més d'altres com Haydn o Mendelssohn.
Així doncs, feta patent la necessitat de renovar la música catalana d'acord amb el creixent esperit nacionalista, es va constituir la Societat Catalana de Concerts, destinada a instruir, produir i representar peces simfòniques al nivell de les mostrades per la societat madrilenya i les europees.

## Membres fundadors
Va ser Joan Sardà qui va presidir l'entitat. Entre els membres fundadors destaquen: F. Alió, J. Cabot – president de l'Orfeó Català – A. Cortada – crític a la revista “L'Avenç” – P. Fabra, J. Lapeyra, C. Martínez Imbert, F. Puig-Samper, E. Suñol, F. Suárez Bravo i A. Gual.
Entre els socis protectors són destacables M. Girona, L. Lamaña i C. Godó. Per acabar, entre els beneficiaris trobàvem a Ll. Millet, B. Bassegoda, J. Pena, R. Patxot, E. Granados i J. Gay.
És igualment destacable mencionar que en la fundació i desenvolupament de la Societat Catalana de Concerts hi varen participar personatges de posició social i interessos molt diversos, des dels mecenes més reconeguts fins a aficionats.

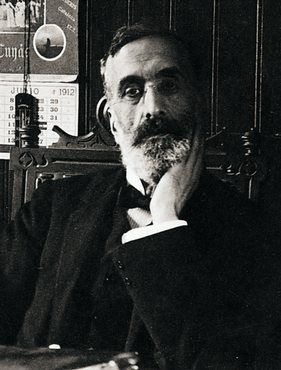
Retrat d'Antoni Nicolau (1858- 1933)

## La direcció d'Antoni Nicolau
La direcció musical es va confiar a Antoni Nicolau i Parera, reconegut compositor i director orquestral format a París. Semblava idoni per a la nova Societat el tenir un director musical de renom entre els professionals així com entre el públic, qui a més havia manifestat la seva intenció de renovar el repertori simfònic habitual a la ciutat comtal.
Es va decidir de presentar dos cicles de concerts, un de tardor i un de primavera.
El primer cicle de concerts es va inaugurar el 19 d'octubre de 1892 al Teatre Líric i va constar de set concerts que van comptar amb la col·laboració anònima de l'Orfeó Català. Aquest primer cicle, el qual va ser un èxit de públic, es va acompanyar d'un concurs que va premiar l'obra Lo cant de la muntanya de Felip Pedrell com a millor peça presentada. El jurat el van constituir Gabriel Balart, Frigola, García Robles, Arteaga i el mateix Antoni Nicolau.
El segon cicle va viure el primer canvi de localització, i es va presentar al Teatre Principal el 17 de febrer. En aquest segon cicle es varen oferir també set concerts, tancant-se el 24 de març. De nou va gaudir d'un gran èxit de públic, tot i que la premsa va començar a publicar certes notes crítiques respecte a les interpretacions, especialment des del diari La Publicitat.
El tercer cicle es va inaugurar el 15 d'octubre i va acabar el 29 del mateix mes. Aquest va ser l'últim dels cicles a càrrec d'Antoni Nicolau. En aquest tercer cicle, constituït per sis concerts, es van fer patents les carències de l'orquestra, que portarien a la desfeta de la Societat. Aquestes carències van ser notades pel públic i la premsa, i així l'afecte que es tenia per la Societat va entrar en crisi.
Curiosament, la sortida d'Antoni Nicolau de la Societat va ser beneficiosa per la seva persona, doncs més tard duria a terme els anomenats Concerts Nicolau, que restarien protagonisme a l'entitat que fins al moment havia dirigit, fet que contribuiria a la seva crisi.

## El canvi de direcció i la crisi de la Societat
La Societat ja mostrava signes de crisi, però va ser l'atemptat al Liceu, el set de novembre de 1893 el que va propiciar el canvi definitiu en el rumb de la seva empresa. L'activitat musical es va veure totalment trencada després de l'atemptat; els teatres van romandre sense públic fins i tot mesos després de l'atemptat, i les pèrdues per al sector van ser notables. Antoni Nicolau va destinar la seva tasca a dirigir concerts al Teatre Líric, allunyant-se de manera definitiva de la direcció musical a la Societat.
El quart cicle que es va oferir per part d'aquesta es va destinar a la música de cambra i va ser a porta tancada, dirigit únicament als socis fundadors. Els concerts es van representar al Teatre Líric entre el 18 de febrer i el 18 de març de 1894, resultant en un total de vuit audicions. El fet que els concerts es fessin a porta tancada va aixecar nombroses crítiques entre el públic, fet que va propiciar la interpretació de tres audicions més, aquest cop obertes al públic. Aquestes últimes audicions no van fer callar però les veus crítiques, que denunciaven el canvi ideològic de la Societat al presentar concerts a porta tancada, és a dir, privats.
Després de dotze mesos d'inactivitat, es va dur a terme el cinquè cicle de la Societat. Va ser aquest un dels més prestigiosos de la Catalana, dirigit per Vincent d'Indy, qui més tard seria nomenat president d'honor de la Societat. Es va presentar un gran programa centrat en el concepte de l'historicisme el qual es va desenvolupar entre el 14 i el 28 de març de 1895. Malgrat l'èxit que va conrear aquest cicle entre el públic, la premsa va seguir oferint una crítica ferotge respecte la Societat, la qual cauria definitivament en una crisi absoluta en els cicles que va presentar darrerament fins a la seva dissolució.

## Els últims cicles i el tancament de la Societat
La Societat Catalana de Concerts va oferir quatre cicles de concerts més, fent un total de nou. Aquests oscil·laven entre la música de cambra i la música simfònica, i es van alternar en representacions obertes al públic i interpretacions privades. Aquesta inestabilitat en els programes i en la presentació denotava clarament el final inevitable de la Societat.
El sisè cicle va anar a càrrec de la direcció de Matthieu Crickboom, al capdavant d'un quartet de cambra provinent de Brussel·les. Els concerts es van desenvolupar entre el 13 i el 27 d'octubre de 1895, essent aquest cicle el segon destinat plenament a la música de cambra.
El setè cicle es va donar a finals del 1896, també a càrrec de Crickboom, qui havia estat nomenat alhora director de l'Acadèmia de la Societat Catalana de Concerts. Aquest setè cicle va constar de tres concerts que es van dur a terme el 31 d'octubre i el 5 i 8 de novembre de 1896.
El vuitè cicle va retornar el programa de la Societat a l'àmbit privat, destinant els sis concerts que es van representar a la Sala Parés entre el 4 i el 21 de desembre de 1896 als socis i familiars de la Societat.
El novè cicle va ser l'últim presentat per la Societat Catalana de Concerts, la qual havia vist la seva popularitat entre la premsa i el públic caure en picat, fins al punt que els concerts patrocinats per aquesta no apareixien ni en forma de crítica entre les publicacions de la premsa catalana. Aquest novè cicle va sr una barreja entre música de cambra i música simfònica, i es va interpretar a la seu de l'Acadèmia.
Societat i Acadèmia havien perdut a aquestes altures el suport dels seus socis. Després d'una reunió duta a terme el 26 de juny de 1897 ambdues es van dissoldre definitivament.
Tot i la curta durada de la Societat, cal assenyalar el mèrit d'aquesta en la introducció del públic barceloní a programes i peces difícils. Davant les peces brillants i fàcils presentades habitualment a la capital catalana, la Societat va oferir un nou programa basat en peces llargues, que superaven amb escreix la durada i dificultat de les habitualment interpretades. És per aquesta raó que es pot atribuir a la Societat Catalana de Concerts la confecció d'un nou gust musical en l'ambient barceloní de finals de segle xix.